# Немски правопис
Немският правопис е правописът, използван при изписването на немския език, и е като цяло фонемичен. Въпреки това много думи имат архаичен или повлиян от чужд език правопис, а не фонемичен. Произношението на почти всяка дума може да бъде установено от нейния правопис, но обикновено обратното не е валидно.
Днес правописът на стандартния високонемски език се регулира от Rat für deutsche Rechtschreibung (Съвет по немския правопис), съставен от представители от повечето немскоговорещи държави.

## Азбука
Съвременната немска азбука се състои от 26-те букви на основната латинска азбука по ISO плюс 4 специални букви.

### Основни букви
| Главна | Малка | Име                              | Име (МФА)                |
| ------ | ----- | -------------------------------- | ------------------------ |
| А      | а     | на немски: A                     | /aː/                     |
| B      | b     | на немски: Be                    | /beː/                    |
| C      | c     | на немски: Ce                    | /t͡seː/                   |
| D      | d     | на немски: De                    | /deː/                    |
| E      | e     | на немски: E                     | /eː/                     |
| F      | f     | на немски: Ef                    | /ɛf/                     |
| G      | g     | на немски: Ge                    | /ɡeː/                    |
| H      | h     | на немски: Ha                    | /haː/                    |
| I      | i     | на немски: I                     | /iː/                     |
| J      | j     | на немски: Jott1, на немски: Je2 | /jɔt/1 /jeː/2            |
| K      | k     | на немски: Ka                    | /kaː/                    |
| L      | l     | на немски: El                    | /ɛl/                     |
| M      | m     | на немски: Em                    | /ɛm/                     |
| N      | n     | на немски: En                    | /ɛn/                     |
| O      | o     | на немски: O                     | /oː/                     |
| P      | p     | на немски: Pe                    | /peː/                    |
| Q      | q     | на немски: Qu1, на немски: Que2  | /kuː/1 /kveː/2           |
| R      | r     | на немски: Er                    | /ɛʁ/                     |
| S      | s     | на немски: Es                    | /ɛs/                     |
| T      | t     | на немски: Te                    | /teː/                    |
| U      | u     | на немски: U                     | /uː/                     |
| V      | v     | на немски: Vau                   | /faʊ̯/                    |
| W      | w     | на немски: We                    | /veː/                    |
| X      | x     | на немски: Ix                    | /ɪks/                    |
| Y      | y     | на немски: Ypsilon               | /ˈʏpsilɔn/1 /ʏˈpsiːlɔn/2 |
| Z      | z     | на немски: Zett                  | /t͡sɛt/                   |

1 в Германия
в Австрия

### Специални букви
В немския език има 4 специални букви; 3 от тях са гласни със знак за умлаут (ä, ö, ü), а една произлиза от лигатура на ſ (дълго s) и z (ß; наричана е Eszett или scharfes S, остро s), като и четирите официално са отделни букви в азбуката и имат имена, различни от тези на буквите, от които са създадени.
| Главна | Малка | Име (МФА)                                                        |
| ------ | ----- | ---------------------------------------------------------------- |
| Ä      | ä     | /ɛː/                                                             |
| Ö      | ö     | /øː/                                                             |
| Ü      | ü     | /yː/                                                             |
| ẞ      | ß     | на немски: Eszett: /ɛsˈt͡sɛt/ на немски: scharfes S: /ˈʃaʁfəs ɛs/ |

- Главното ẞ е обявено за официална буква в немската азбука на 29 юни 2017 г.[4] По-рано е представяно като SS или SZ.
- В миналото било използвано и дългото s (ſ), както в английския и много други европейски езици.[5]

Макар Съветът по немския правопис да счита ä, ö, ü и ß като отделни букви, несъгласията върху начина им на категоризиране и преброяване е довел до спор относно това колко букви всъщност има немската азбука, като някои поддържат числото 26 (считайки специалните букви за варианти на a, o, u и s), а други – 30 (броейки специалните букви отделно).